# M1129迫擊炮車
M1129迫擊炮載具（英語：M1129 Mortar Carrier, MC）是美國史崔克裝甲車系列的迫擊炮車版本，由通用陸地系統製造。目前服役於美國陸軍。

## 描述
M1129迫擊炮載具，亦被稱為迫擊炮載具B型（英語：Mortar Carrier Vehicle version B, MCV-B），是M1126 ICV的衍生型號；M1126 ICV本身則衍生自食人魚裝甲車。
M1129的原始型號為迫擊炮載具A型（英語：Mortar Carrier Vehicle version A, MCV-A），該車僅能攜帶一門拆卸式迫擊炮（即必須拆卸方能使用，無法於車內射擊），而M1129則能於載具內發射武器。
M1129被發配給美國陸軍的史崔克旅級戰鬥隊，並隨同每個旅的步兵營以及目標偵察、監測暨搜索（英語：Reconnaissance, surveillance, and target acquisition；RSTA）小隊執行任務。M1129依任務需求不同，能夠被彈性地編制於營級或連級戰鬥部隊之下。營級戰鬥部隊的M1129裝有一門120毫米M121迫擊炮，並可另外攜帶一門拆卸式81毫米M252迫擊炮。連級戰鬥部隊的M1129亦使用M121迫擊炮作為主要武裝，並可另行攜帶一門拆卸式60毫米M224迫擊炮以便於車外使用。RSTA小隊使用的M1129則僅有120毫米固定座迫擊炮作為武裝，並沒有攜帶額外的拆卸式迫擊炮。 因此，每個史崔克步兵戰鬥營都擁有總數為10輛的M1129，而每輛皆裝備了120毫米迫擊炮。另外，每個史崔克RSTA戰鬥營則擁有共計6輛的M1129，亦皆裝備了120毫米迫擊炮作為武裝。
第一輛M1129迫擊炮車於2005年春季被交付予第172史崔克旅級戰鬥隊使用。該部隊於2005年8月被部署至伊拉克，並是首支於戰場上射擊M1129的部隊。

## 外部連結
- The Stryker family at army-technology.com （页面存档备份，存于）
- The M1129 at globalsecurity.org （页面存档备份，存于）
- YouTube上的Stryker family of vehicles